# Gloster CXP-1001
Gloster CXP-1001 – niezrealizowany projekt chińskiego, lekkiego myśliwca z napędem odrzutowym.

## Historia
W 1946 roku do Wielkiej Brytanii udała się rządowa delegacja z Chin. Jej celem było znalezienie wytwórni zdolnej do podjęcia się zaprojektowania odrzutowego myśliwca, wybudowania prototypu a następnie pomocy w uruchomieniu jego licencyjnej produkcji w Chinach. Zadania podjęła się firma Gloster Aircraft Company. Nowa maszyna, która otrzymała oznaczenia CXP-1001 (Chinese Experimental Pursuit) miała być tania w budowie i eksploatacji oraz charakteryzować się prostą konstrukcją, umożliwiającą szybkie podjęcie masowej produkcji w Chinach. Do 1948 roku zbudowano makietę naturalnej wielkości nowego samolotu oraz niektóre jego elementy. Niestety dla projektu w 1949 roku w Chinach upadł zleceniodawca całego przedsięwzięcia, rząd Kuomintangu, a władzę przejęli komuniści Mao Zedonga, niezainteresowani prowadzeniem dalszych prac. Po ewakuacji rządu na Tajwan, ochronę przestrzeni powietrznej i zadania myśliwskie przejęły na siebie pozyskane w ramach pomocy wojskowej od Stanów Zjednoczonych amerykańskie maszyny. Tym samym cały program samolotu, który w przypadku jego realizacji, byłby pierwszym odrzutowym chińskim samolotem został anulowany.

## Konstrukcja
CXP-1001 był całkowicie metalowym, wolnonośnym średniopłatem. Do napędu maszyny miał służyć pojedynczy silnik turboodrzutowy Rolls-Royce Nene. Dostęp do jednostki napędowej realizowany miał być poprzez zdejmowanie całej tylnej sekcji samolotu wraz z usterzeniem. Wlot powietrza do silnika umieszczono w dziobie samolotu. Podobne rozwiązanie zastosowano w samolocie MiG-15. Dysza wylotowa silnika umieszczona pod usterzeniem maszyny. Usterzenie poziome zamontowane w połowie wysokości statecznika pionowego. Podwozie chowane, trójzespołowe z przednim podparciem. Przednie do wnęki w kadłubie, główne, składane na bok do wnęk w skrzydłach samolotu. Planowano zainstalować w dziobie samolotu cztery działka kalibru 20 mm - dwa nad wlotem powietrza a kolejne dwa pod nim.